# کمره بالا
کمره بالا روستایی است از توابع شهرستان بروجرد مهد تمدن ایران

## جمعیت
این روستا بنام کمره علیا نیز شناخته می شود. بنابر سرشماری مرکز آمار ایران، جمعیت کمره بالا در سال ۱۳۹۵ برابر با ۱۸۳ نفر بوده‌است که از این میان ۹۱ نفر مرد و بقیه زن بوده‌اند. این روستا ۶۴ خانوار دارد.
در سالهای دور کوچ وسیع مردم این روستا به دلیل خشک شدن چشمه های آن و خشک سالی های پی در پی و نیز پیدا کردن فرصت های اشتغال در شهر،جمعیت آن را به سطح کنونی کاهش داده است.امروزه اشخاص زیادی در تهران و اهواز از نسل دوم و سوم و چهارم این افراد می باشند. خاندان های آن که به تیپ معروف بودند، دارابی،فتح الهی،کماسی،یاری،گودرزی،می باشند.